# 刈谷市北部生涯学習センター
北部生涯学習センター（ほくぶしょうがいがくしゅうセンター）は愛知県刈谷市井ケ谷町の洲原公園内にある生涯学習施設。「かきつばた」の名称でも知られている。

## 概要
2005年（平成17年）に県が発表した「県内にある11件全ての勤労会館を順次廃止する」という計画のもと2007年（平成19年）3月末で閉館。名称は「刈谷勤労福祉会館」であったが、刈谷市に管理が移管して建物の一部改修をした後リニューアルオープンした。なお、2013年（平成25年）1月現在、残る県内の勤労会館は一宮勤労福祉会館と尾西勤労青少年福祉センターのみである。
ホールは固定座席501席をもち、演奏会やコンクールに利用される。多目的ホールは大会議室として使用可能である。また他の勤労会館同様に体育館を備える。

## 施設一覧
- メインホール - 固定座席数は501人。
- 多目的ホール - 大会議室として使用可能。
- 研修室5室
- 和室室2室
- 体育館
- 調理実習室
- 陶芸実習室
- 創作活動室
- パソコン実習室

## 交通アクセス
- 刈谷市公共施設連絡バス「西境線」で「洲原温水プール」バス停下車。
- 伊勢湾岸自動車道 豊明インターチェンジまたは豊田南インターチェンジより車で約15分。
- 駐車場（約50台無料）